# Kill Hannah
Kill Hannah  foi uma banda estadunidense de rock formada em 1993 na cidade de Chicago.

## Integrantes

### Formação atual
- Mat Devine – vocal
- Dan Wiese – guitarra e vocal de apoio
- Greg Corner – baixo
- Elias Mallin – bateria
- Michael Maddox – guitarra

### Ex-membros
- Jonathan Radtke – guitarra e vocal de apoio
- Garrett Hammond – bateria
- James Connelly – bateria
- Allen Morgenstern – baixo
- Daniel Wenberg – bateria
- Isaac Bender – guitarra e teclado
- Kerry Finerty – guitarra e vocal de apoio